# Compsoctena montana
Compsoctena montana är en fjärilsart som beskrevs av Wolfgang Dierl 1970. Compsoctena montana ingår i släktet Compsoctena och familjen Eriocottidae. Inga underarter finns listade i Catalogue of Life.